# Nealcidion oculatum
Nealcidion oculatum là một loài bọ cánh cứng trong họ Cerambycidae.